# Route du sel entre le Tibet et le Népal

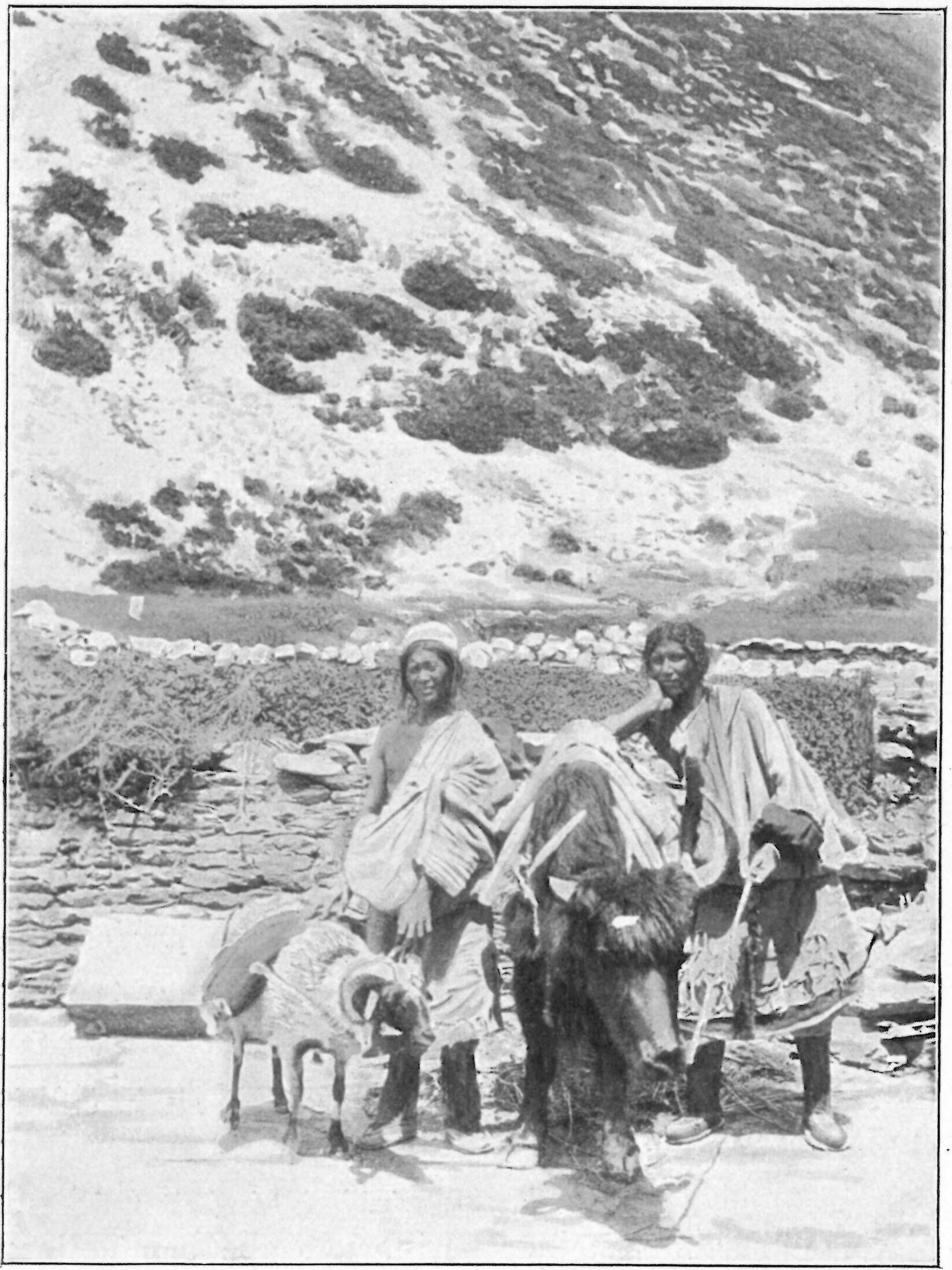
Tibétains avec un yack et un mouton portant un sac de sel, près de Boudhanath (1898).

La route du sel entre le Tibet et le Népal est une ancienne route commerciale reliant le plateau tibétain et les collines moyennes du Népal, aboutissant en Inde.

## Arrière-plan

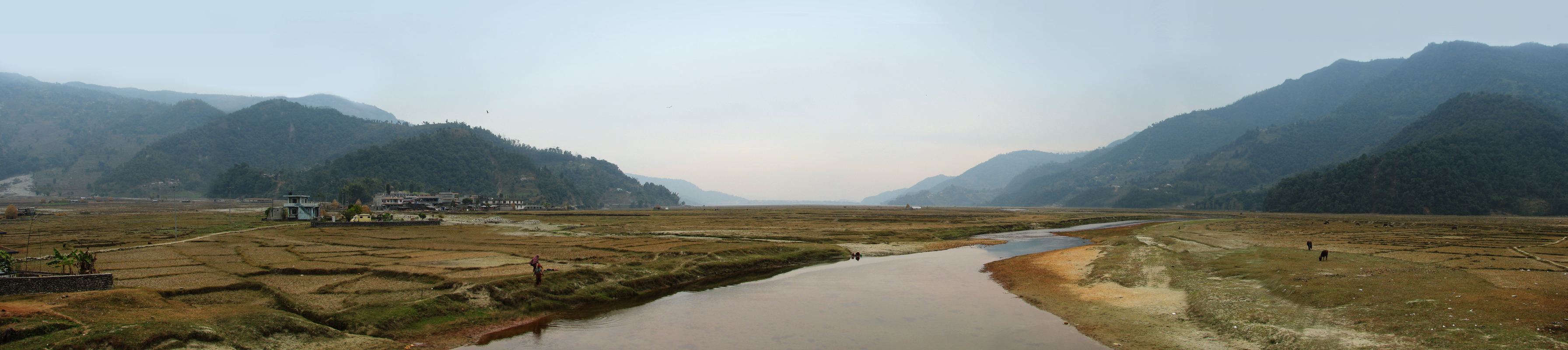
Collines moyennes du Népal.

Tout au long de l'histoire, Népalais et Tibétains ont commercé entre eux via un certain nombre de cols de montagne franchissant l'Himalaya. Deux des biens les plus importants échangés étaient le sel des lacs du Tibet (par exemple Namtso) et le riz des collines moyennes du Népal,. Pendant des siècles, le troc de céréales et d'autres produits agricoles du Népal avec du sel et de la laine du Tibet a constitué la base d'un commerce qui a traditionnellement été entre les mains de diverses communautés, principalement tibétaines. Des groupes nomades comme les Khyampa (en), sans terres propres, échangeaient à la fois du sel et du riz, utilisant des moutons, des chèvres et des yacks dans leurs déplacements comme moyen de survie. D'autres produits en provenance d'Inde et de Chine étaient également troqués.
Le Tibet disposait d'une abondance de sel, mais de peu de riz, tandis que la situation était inverse dans le sud du Népal. Les commerçants pouvaient résoudre ce problème : plus ils transportaient leur sel depuis le Tibet, plus il prenait de la valeur. Mais lorsque le sel marin indien devint disponible à la frontière indo-népalaise, son prix chuta. Les commerçants nomades s'adaptèrent en achetant du sel indien et en passant l'hiver dans des camps des plaines du Népal. Ils y fabriquaient des couvertures avec la laine de leurs moutons, les échangeant avec les villageois, recevant du riz en échange. En mars, ils migraient vers le nord, leurs moutons et leurs chèvres transportant le riz et leurs yacks transportant leurs biens domestiques, Ils franchissaient les cols de montagne lorsque la neige avait suffisamment fondue. Arrivés à Purang au Tibet, en août, ils échangeaient le riz contre du sel tibétain et entamaient leur voyage de retour vers le sud le mois suivant.
Mais dans les années 1950, l'annexion chinoise du Tibet a entraîné la construction d'autoroutes sur le plateau tibétain, permettant l'acheminement du blé et du riz de Chine vers les nomades tibétains. Parallèlement, au Népal, l'amélioration des routes a facilité l'accès au sel iodé d'Inde. Cet aspect était important car les problèmes de goitre et de crétinisme étaient répandus au Népal. Face à la baisse de la demande, le commerce transfrontalier traditionnel est devenu moins rentable. Dans les années 1980, les nouvelles autoroutes reliant le district de Dadeldhura à Dotigarh et Kohalpur (en) à Banbasa (en) ont porté le coup de grâce à ce commerce.

## Routes commerciales

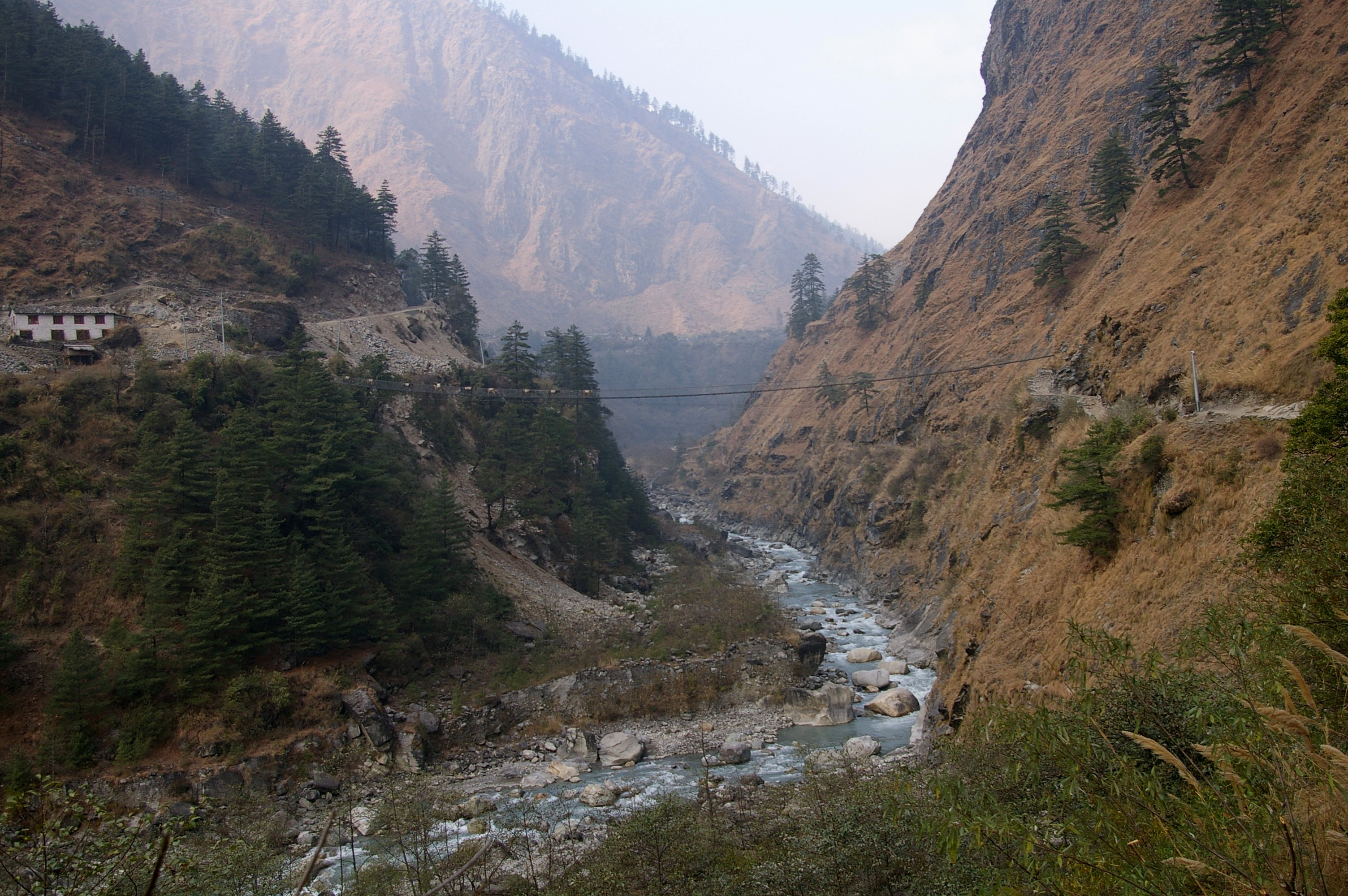
Gorges de Kali Gandaki.

Certains des chemins les plus faciles d'accès se trouvaient dans le district de Mustang, dans la province de Gandaki. Cela a fait du sentier des gorges de Kali Gandaki un point central pour le commerce. Le Haut Mustang comprend les deux tiers nord du district de Mustang au Népal. Des villages comme Dana ou Tukuche, dans les gorges de Kali Gandaki, étaient des étapes le long de la route commerciale. Le district de Dolpa a également bénéficié du commerce, notamment la région de Dolpo.
Historiquement, il existe plusieurs postes frontières. Le poste de Kora La (en), entre le Haut Mustang et le Tibet, par exemple, était une importante voie de commerce du sel. Cependant, ce poste a été fermé par la guérilla tibétaine dans les années 1960. Il reste fermé la majeure partie de l'année à ce jour, sauf lorsqu'il est ouvert pour un commerce local limité lors des foires commerciales transfrontalières semestrielles.
Pour les randonneurs, le circuit du Manaslu suit la route du commerce du sel le long de la rivière Budhi Gandaki (en) et fait partie du Great Himalaya Trail (en).